# اکبرآباد (خاش)
اکبرآباد، روستایی از توابع بخش مرکزی شهرستان خاش در استان سیستان و بلوچستان ایران است که در فاصله ۱۱ کیلومتری از شهر خاش قرار دارد.

## جمعیت
این روستا در دهستان اسماعیل‌آباد (خاش) قرار دارد و براساس سرشماری مرکز آمار ایران در سال ۱۳۹۵، جمعیت آن ۱۷۳۳ نفر (۴۴۵ خانوار) بوده‌است.